# خورشیدگرفتگی ۲۳ ژوئن ۲۰۴۷
خورشیدگرفتگی ۲۳ ژوئن ۲۰۴۷ (به انگلیسی: Solar eclipse of June 23, 2047) یک خورشیدگرفتگی از نوع خورشیدگرفتگی جزئی است. این خورشیدگرفتگی در تاریخ ۲۳ ژوئن ۲۰۴۷ میلادی (‎۲ تیر ۱۴۲۶ خورشیدی) روی خواهد داد که زمان اوج آن، ساعت ۱۰:۵۲:۳۱ به‌وقت ساعت هماهنگ جهانی است.